# Том Голт
Том Голт (англ. Tom Holt, повне ім'я англ. Thomas Charles Louis Holt; нар. 13 вересня 1961) — британський романіст. Окрім художньої літератури, що публікується під його власним ім'ям, він пише фентезі та фантастику під псевдонімом К. Дж. Паркер (англ. K. J. Parker).
Його твори включають міфопоетичні романи, які пародіюють або беруть за тему різні аспекти міфології, історії, фантастики чи літератури та розвивають їх у нові й часто гумористичні способи. Він також написав низку історичних романів як Томас Голт. Стів Наллон співпрацював з Голтом над написанням сатиричної автобіографії Маргарет Тетчер «Я, Маргарет», опублікованої в 1989 році.

## Життєпис
Том Голт народився в Лондоні 13 вересня 1961, син письменниці Хейзел Голт. Здобув освіту у Вестмінстерській школі, Коледж Вадхем в Оксфорді і Юридичному коледжі в Лондоні. Він працював адвокатом у Сомерсеті протягом семи років, перш ніж почав писати повний робочий день.

### К. Дж. Паркер
К. Дж. Паркер — псевдонім, під яким Голт публікує фантастику. Особистість Паркера як Голта зберігалася в секреті протягом 17 років, до квітня 2015 року.
Хоча події Паркера відбуваються у другорядних світах із вигаданою географією та світовою історією, деякі типові риси фантастичної літератури, такі як відверте використання магії, відсутні в його романах. З іншого боку, його оповідання часто розповідають про магію та проблеми, які вона приносить чаклунам. Оповідання, як правило, мають трагічні теми з персонажами, чиї дії є ненавмисними, зрештою, саморуйнівними. Іншими основними темами в книгах є політика та технології (особливо руйнівні інновації).

## Переклади українською
Демон Проспера. Потойбічник (англ. Prosper's Demon). Віват; пер. Наталя Дьомова; 2023; 192 с. ISBN 978-966-982-992-4